# Nuculanoida
Nuculanoida — ряд двостулкових молюсків. Це дрібні, морські, глибоководні види. Ці молюски відрізняються порівняно примітивних протобранхіальних зябер. Є ряд коротких зубів вздовж шарніра стулок.

## Родини
Класифікація ряду станом на 2010 рік:
- Bathyspinulidae  Coan & Scott, 1997
- Lametilidae
- Malletiidae H. and A. Adams, 1858
- Neilonellidae Schileyko, 1989
- Nuculanidae Meek, 1864
- Sareptidae  Stoliczka, 1871
- Siliculidae Allen and Sanders, 1973
- Tindariidae Verrill and Bush, 1897
- Yoldiidae Habe, 1977
- Praenuculidae Mcalester, 1969 (?)
- Pristiglomidae Sanders and Allen, 1973 (?)